# Ernest Brown (homme politique)
Pour les articles homonymes, voir Ernest Brown et Brown.
Alfred Ernest Brown (27 août 1881 à Torquay- 16 février 1962) est un homme politique britannique qui dirige les Libéraux nationaux de 1940 à 1945.

## Biographie
Né à Torquay, dans le Devon, il est le fils d'un pêcheur et éminent baptiste et c'est en suivant son père quand il prêchait, qu'il acquiert beaucoup d'expérience en tant que conférencier. Il attire rapidement l'attention des libéraux locaux et est devenu un orateur public de premier plan lors de réunions politiques.
Brown sert pendant la Première Guerre mondiale : en 1914, il rejoint le Sportsman's Battalion et, en 1916, est nommé officier du Somerset Light Infantry. Il est mentionné dans des dépêches et reçoit la Croix militaire.
Après trois tentatives infructueuses dans d'autres circonscriptions, il est élu député libéral pour Rugby lors des élections générales de 1923, mais perd son siège lors des élections générales de 1924. En 1927, il est réélu au Parlement lors d'une élection partielle à Leith. Pendant ce temps, il devient un partisan de John Allsebrook Simon, ce dernier étant de plus en plus en désaccord avec le chef des libéraux, David Lloyd George, et le soutien du parti, à partir de 1929, au gouvernement travailliste minoritaire de Ramsay MacDonald. En 1931, il suit Simon en démissionnant du Parti libéral, puis en créant les libéraux nationaux.

### Au gouvernement
Au gouvernement national de Ramsay MacDonald, Brown devient secrétaire parlementaire du ministère de la Santé en novembre 1931. L'année suivante, les ministres officiels du Cabinet libéral démissionnent du gouvernement et Brown est promu secrétaire des mines. En 1935, lorsque MacDonald est remplacé comme premier ministre par Stanley Baldwin, Brown entre au Cabinet en tant que ministre du Travail. Cela suscite la controverse, car beaucoup croyaient que le ministre des Transports Leslie Hore-Belisha avait une plus forte chance d'être le prochain libéral national à entrer au Cabinet. Il occupe ce poste pendant cinq ans sous Baldwin et son successeur, Neville Chamberlain. L'une de ses réalisations les plus marquantes est la loi de 1936 sur l'assurance-chômage, qui étend la sécurité sociale à presque tous les travailleurs de l'agriculture, des forêts et de l'horticulture. Dans un autre domaine, il supervise la formation du Comité consultatif national mixte qui aide au contrôle des salaires, à l'arbitrage obligatoire et à la direction du travail. Il aide également les travailleurs dans la distribution à s'organiser et est très fier lorsque, en 1937, le Congrès des syndicats adopte une résolution unanime le remerciant pour cela. En 1939, son département est élargi pour intégrer la surveillance du service national.

### Direction du parti
Lorsque le gouvernement de Chamberlain est tombé en 1940, il est remplacé par Winston Churchill qui nomme Brown au poste de Secrétaire d'État pour l'Écosse, une décision inhabituelle car Brown, bien qu'il siège dans une circonscription écossaise, est anglais de naissance. En même temps, Brown est devenu le chef des libéraux-nationaux après le passage de Sir John Simon à la Chambre des lords. Brown est secrétaire d'État pour l'Écosse pendant un an avant de devenir ministre de la Santé pendant deux ans et enfin Chancelier du duché de Lancastre.
Le mandat de Brown à la tête des Libéraux-nationaux marque un déclin, le parti voyant son influence diminuer. De nombreux membres du parti ont regretté la division des forces libérales une décennie plus tôt et Brown entame des négociations avec le chef du Parti libéral, Archibald Sinclair sur une éventuelle réunification, mais ces pourparlers échouent sur la question du soutien au gouvernement national après la guerre. Le changement à la tête des conservateurs est également défavorable et lorsque, en 1945, Churchill forme son gouvernement "intérimaire", il n'inclut pas Brown ni aucun autre libéral-national au sein du Cabinet, bien qu'il ait prétendu diriger une administration " nationale ". Brown est nommé ministre de la Production aéronautique. Aux élections générales de 1945 Brown perd son siège.

### Retraite et héritage
Après la guerre, Brown consacre son attention à l'église, visitant souvent d'autres parties du Commonwealth. Il a la réputation d'être un orateur rapide et de nombreux commentateurs politiques contemporains estiment qu'il pouvait faire une déclaration à la Chambre des communes plus rapidement que n'importe quel autre ministre.
Brown est mentionné dans le livre Guilty Men de Michael Foot, Frank Owen et Peter Howard (écrit sous le pseudonyme "Cato"), publié en 1940 comme une attaque contre des personnalités publiques pour leur incapacité à se réarmer et leur apaisement de Allemagne nazie .